# Władcy Niderlandów

Sztandar królewski

Władcy Niderlandów – lista władców Niderlandów.

## Republika Zjednoczonych Prowincji–Namiestnicy Zjednoczonych Prowincji (Stadhouder)
Do 1747 roku każda z siedmiu prowincji Niderlandów posiadała swojego własnego stadhoudera (namiestnika). Jeden z nich (stadhouder Holandii) posiadał jednak przewagę nad pozostałymi. W 1747 urząd namiestnika przybrał formę Generalnego Stadhoudera. Stał się przy tym dziedziczny i objął wszystkie siedem Zjednoczonych Prowincji.

### DynastiaOranje-Nassau
| #                                                                                                 | Imię                                                |          | Lata życia                   | Lata życia                | Czas rządów          | Czas rządów             | Rodzice                                              |
| #                                                                                                 | Imię                                                | Urodzony | Zmarł                        | Od                        | Do                   |                         | Rodzice                                              |
| ------------------------------------------------------------------------------------------------- | --------------------------------------------------- | -------- | ---------------------------- | ------------------------- | -------------------- | ----------------------- | ---------------------------------------------------- |
| 1                                                                                                 | Wilhelm I Milczący Willem I de Zwijger              |          | 21 kwietnia 1533 Dillenburg  | 10 lipca 1584 Delft       | 26 lipca 1581        | 10 lipca 1584           | Wilhelm I van Nassau-Dillenburg Juliana van Stolberg |
| 2                                                                                                 | Maurycy Orański Maurits van Oranje                  |          | 14 listopada 1567 Dillenburg | 23 kwietnia 1625 Haga     | 14 listopada 1585    | 23 kwietnia 1625        | Wilhelm I Orański Anna Saska                         |
| 3                                                                                                 | Fryderyk Henryk Orański Frederik Hendrik van Oranje |          | 29 stycznia 1584 Delft       | 14 marca 1647 Haga        | 23 kwietnia 1625     | 14 marca 1647           | Wilhelm I Orański Ludwika de Coligny                 |
| 4                                                                                                 | Wilhelm II Orański Willem II                        |          | 27 maja 1626 Haga            | 6 listopada 1650 Haga     | 14 marca 1647        | 6 listopada 1650        | Fryderyk Henryk Orański Amalia von Solms-Braunfels   |
| Pierwszy okres bez stadhoudera (Eerste Stadhouderloze Tijdperk) – 6 listopada 1650 – 4 lipca 1672 |                                                     |          |                              |                           |                      |                         |                                                      |
| 5                                                                                                 | Wilhelm III Orański Willem III                      |          | 14 listopada 1650 Haga       | 19 marca 1702 Londyn      | 4 lipca 1672         | 19 marca 1702           | Wilhelm II Orański Maria Stuart                      |
| Drugi okres bez stadhoudera (Tweede Stadhouderloze Tijdperk) – 19 marca 1702 – 2 maja 1747        |                                                     |          |                              |                           |                      |                         |                                                      |
| 6                                                                                                 | Wilhelm IV Orański Willem IV                        |          | 1 września 1711 Leeuwarden   | 22 października 1751 Haga | 2 maja 1747          | 22 października 1751    | Jan Wilhelm Friso Maria Ludwika von Hessen-Kassel    |
| 7                                                                                                 | Wilhelm V Orański Willem V                          |          | 8 marca 1748 Haga            | 9 kwietnia 1806 Brunszwik | 22 października 1751 | 16 lutego 1795 Usunięty | Wilhelm IV Orański Anna Hanowerska                   |

## Królestwo Holandii(1806–1810)

### DynastiaBonaparte
| # | Imię                  |          | Lata życia                 | Lata życia            | Czas rządów    | Czas rządów            | Rodzice                                     |
| # | Imię                  | Urodzony | Zmarł                      | Od                    | Do             |                        | Rodzice                                     |
| - | --------------------- | -------- | -------------------------- | --------------------- | -------------- | ---------------------- | ------------------------------------------- |
| 1 | Ludwik I Lodewijk I   |          | 2 września 1778 Ajaccio    | 25 lipca 1846 Livorno | 5 czerwca 1806 | 1 lipca 1810 Abdykował | Carlo Maria Buonaparte Letycja Buonaparte   |
| 2 | Ludwik II Lodewijk II |          | 11 października 1804 Paryż | 17 marca 1831 Forli   | 1 lipca 1810   | 9 lipca 1810 Usunięty  | Ludwik I Bonaparte Hortensja de Beauharnais |

## Niderlandy podczas wojny Francji z koalicją antyfrancuską (1813–1815)

### DynastiaOranje-Nassau
Suwerenny Książę Zjednoczonych Niderlandów
| # | Imię                                  |          | Lata życia            | Lata życia             | Czas rządów    | Czas rządów   | Rodzice                             |
| # | Imię                                  | Urodzony | Zmarł                 | Od                     | Do             |               | Rodzice                             |
| - | ------------------------------------- | -------- | --------------------- | ---------------------- | -------------- | ------------- | ----------------------------------- |
| 1 | Wilhelm VI Fryderyk Orański Willem VI |          | 24 sierpnia 1772 Haga | 12 grudnia 1843 Berlin | 6 grudnia 1813 | 16 marca 1815 | Wilhelm V Orański Wilhelmina Pruska |

## Królestwo Zjednoczonych Niderlandów(1815–1839)

### Dynastia Oranje-Nassau
| # | Imię               |          | Lata życia            | Lata życia             | Czas rządów   | Czas rządów                              | Rodzice                             |
| # | Imię               | Urodzony | Zmarł                 | Od                     | Do            |                                          | Rodzice                             |
| - | ------------------ | -------- | --------------------- | ---------------------- | ------------- | ---------------------------------------- | ----------------------------------- |
| 1 | Wilhelm I Willem I |          | 24 sierpnia 1772 Haga | 12 grudnia 1843 Berlin | 16 marca 1815 | 19 kwietnia 1839 Tytuł się przekształcił | Wilhelm V Orański Wilhelmina Pruska |

## Królestwo Niderlandów(Holandia) (od1839)
W 1830 roku Belgia faktycznie odłączyła się od Królestwa Zjednoczonych Niderlandów, co potwierdzone zostało 19 kwietnia 1839 na konferencji londyńskiej. Rozpad Królestwa zakończyło oderwanie się Wielkiego Księstwa Luksemburg, które uzyskało pełną niepodległość w 1867, a w 1890 ostatecznie zerwało unię personalną z Holandią.

### Dynastia Oranje-Nassau
| # | Imię                                |          | Lata życia               | Lata życia                | Czas rządów         | Czas rządów                   | Rodzice                                                       |
| # | Imię                                | Urodzony | Zmarł                    | Od                        | Do                  |                               | Rodzice                                                       |
| - | ----------------------------------- | -------- | ------------------------ | ------------------------- | ------------------- | ----------------------------- | ------------------------------------------------------------- |
| 1 | Wilhelm I Willem I                  |          | 24 sierpnia 1772 Haga    | 12 grudnia 1843 Berlin    | 19 kwietnia 1839    | 7 października 1840 Abdykował | Wilhelm V Orański Wilhelmina Pruska                           |
| 2 | Wilhelm II Willem II                |          | 6 grudnia 1792 Haga      | 17 marca 1849 Tilburg     | 7 października 1840 | 17 marca 1849                 | Wilhelm I Holenderski Wilhelmina Pruska                       |
| 3 | Wilhelm III Willem III              |          | 19 lutego 1817 Bruksela  | 23 listopada 1890 Het Loo | 17 marca 1849       | 23 listopada 1890             | Wilhelm II Holenderski Anna Pawłowna Romanowa                 |
| 4 | Wilhelmina                          |          | 31 sierpnia 1880 Haga    | 28 listopada 1962 Het Loo | 23 listopada 1890   | 4 września 1948 Abdykowała    | Wilhelm III Holenderski Emma Waldeck-Pyrmont                  |
| 5 | Juliana                             |          | 30 kwietnia 1909 Haga    | 20 marca 2004 Baarn       | 4 września 1948     | 30 kwietnia 1980 Abdykowała   | Henryk von Mecklenburg-Schwerin Wilhelmina (królowa Holandii) |
| 6 | Beatrycze Beatrix                   |          | 31 stycznia 1938 Baarn   |                           | 30 kwietnia 1980    | 30 kwietnia 2013 Abdykowała   | Bernhard zu Lippe-Biesterfeld Juliana (królowa Holandii)      |
| 7 | Wilhelm-Aleksander Willem-Alexander |          | 27 kwietnia 1967 Utrecht |                           | 30 kwietnia 2013    |                               | Claus van Amsberg Beatrycze Wilhelmina                        |